# سراواله ا پو
سراواله ا پو (به ایتالیایی: Serravalle a Po) یک کومونه در ایتالیا است که در استان منتووا واقع شده‌است. سراواله ا پو ۲۶٫۳ کیلومتر مربع مساحت و ۱٬۷۰۵ نفر جمعیت دارد.